# Evrovidenie 2013
EL Evrovidenie 2013, será la novena edición de la versión infantil de la final nacional rusa. Se celebró el 2 de junio de 2013 en Moscú y será presentado por  Dimtry Guberniyev y Anastasiya Chernobrovina. Dayana Kirillova ganó esta edición del Evrovidenie, representará a Rusia en el Festival de la Canción de Eurovisión Junior 2013 que se celebrará en Kiev (Ucrania) el 30 de noviembre de 2013.

## Resultados
| N° | País  | Intérprete(s)            | Canción                                            | Lugar | Pts   |
| -- | ----- | ------------------------ | -------------------------------------------------- | ----- | ----- |
| 01 | Rusia | Vanessa Bezrodnaya       | Dinamit (Dinamita)                                 | 15    | 02,95 |
| 02 | Rusia | Ulyana Kuznetsova Ulyana | Devochka-Prazdnik (Chica-Vacaciones)               | 07    | 06,06 |
| 03 | Rusia | Druzhnie Sestryonki      | Utki poyut (Los patos cantan)                      | 11    | 04,90 |
| 04 | Rusia | Dayana Kirillova         | Mechtay (Sueño)                                    | 1     | 12,19 |
| 05 | Rusia | Anastasiya Egorkina      | Muzyka (Música)                                    | 09    | 05,74 |
| 06 | Rusia | Anastasiya Zuyeva        | Mechta (Un sueño)                                  | 13    | 03,40 |
| 07 | Rusia | Kseniya Mulina           | Vyshe Nulya (Por encima del cero)                  | 12    | 03,73 |
| 08 | Rusia | Elizaveta Puris          | Noviy Den (Un día nuevo)                           | 02    | 10,22 |
| 09 | Rusia | Arina Bagaryakova        | Hudozhnik (Pintor)                                 | 18    | 01,62 |
| 10 | Rusia | Angelina Kolesnikova     | Ryzhaya (Pelirroja)                                | 05    | 07,08 |
| 11 | Rusia | 4EVER                    | Prosto Drug (Sólo un amigo)                        | 06    | 06,63 |
| 12 | Rusia | Vyacheslav Kvasov        | Tantsuy Pod Lunoy (Bailando bajo la luna)          | 17    | 01,91 |
| 13 | Rusia | Valeriya Eroshenko       | Nebo V Nochi (El cielo nocturno)                   | 04    | 08,26 |
| 14 | Rusia | Diana Soldysheva         | Polovinki (Mitades)                                | 10    | 05,60 |
| 15 | Rusia | Larisa Grigoryeva        | Babochka (Mariposa)                                | 08    | 05,91 |
| 16 | Rusia | Anna Muzafarova          | Na Oblakah (En las nubes)                          | 14    | 02,99 |
| 17 | Rusia | Sofiya Fisenko           | Luchshiye Druzya (Mejores amigas)                  | 03    | 09,20 |
| 18 | Rusia | Alisa Sementina          | Raspahnyom My Krylya (Vamos a abrir nuestras alas) | 16    | 01,98 |

- Datos: Q16565547